# Flying Tiger Line
Pour les articles homonymes, voir Flying Tiger.

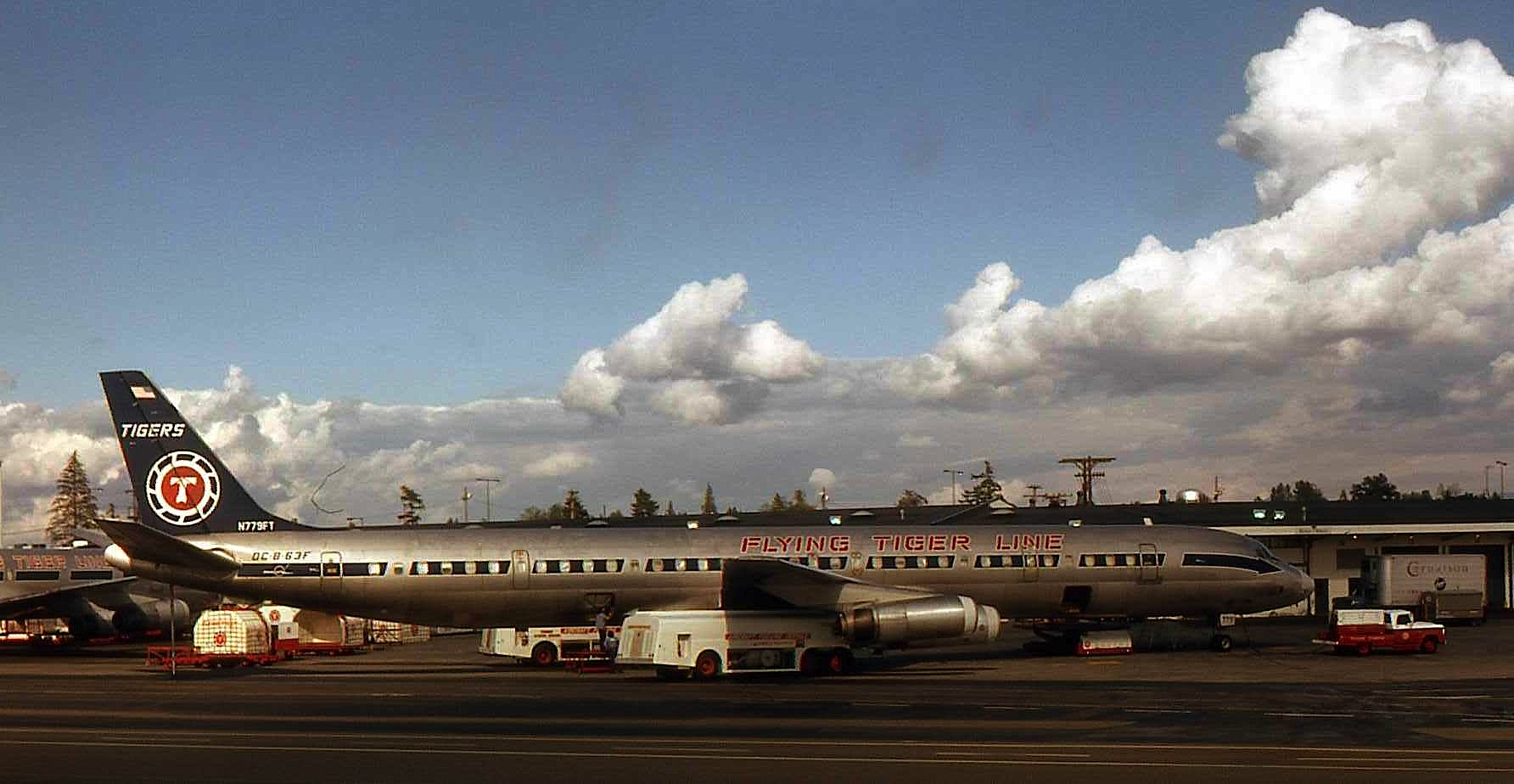
FDC-8 de la compagnie Flying Tiger Line en 1972

Flying Tiger Line, le plus souvent appelée simplement Flying Tigers est une compagnie aérienne tout cargo américaine disparue.

## Histoire
Ancien membre de l'American Volunteer Group, plus connu sous le nom de Flying Tigers, Robert Prescott rentra aux États-Unis en novembre 1944 et fit la connaissance d'un groupe d'hommes d'affaires de Los Angeles, dont Samuel B. Mosher, pionnier de l'exploitation pétrolifère en Californie. Ceux-ci étudiaient la possibilité de créer une ligne aérienne tout cargo le long de la côte pacifique des États-Unis et du Mexique. Il parvint à les convaincre qu'une ligne transcontinentale serait plus profitable et fut chargé de trouver avions et pilotes.
Pour acheter douze Budd RB-1 Conestoga (en) des surplus de l'US Navy et mettre sur pied la nouvelle compagnie, Robert Prescott s'entoura de neuf anciens membres de l'AVG, qui apportèrent 89 000 U$, une somme équivalente étant apportée par Samuel B. Mosher et ses amis. Le 25 juin 1945 fut enregistré à Los Angeles la création de National Skyways Freight Corporation. Quatre Budd RB-1 Conestoga furent immédiatement revendus et un autre accidenté en cours de livraison. La compagnie débuta donc son exploitation avec sept avions, et le premier vol fut un chargement de raisin transporté de Californie à Atlanta.
La compagnie fut rebaptisés Flying Tiger Line début 1946 et obtint en décembre 1946 un premier contrat militaire. Durant 8 ans elle allait assurer deux vols quotidiens vers Tokyo et deux vols quotidiens pour Honolulu depuis la base californienne de Travis. Flying Tiger fournissait les équipages et le personnel au sol, l'USAF apportait 32 C-54.
Cinq DC-4 furent achetés en 1947. Le 15 octobre 1947 Flying Tiger Line mettait en service son premier quadrimoteur pour Chicago et New York, depuis Burbank. À la même époque les premiers Curtiss C-46 Commando arrivèrent sur le marché des surplus et un lot de 18 bimoteurs fut acheté. En 1948 les DC-4 furent affectés à des opérations charter en direction de l'Europe.
En avril 1949 la CAA reconnut enfin à Flying Tiger le statut de ligne aérienne régulière, permettant la création de la Tigers Airfreight Route 100 reliant la Californie au nord de la côte est des États-Unis.
En 1950 le réseau domestique de Flying Tiger Line desservait 20 escales, dont Boston, New York, Syracuse, Hartford, Buffalo, Philadelphie, Cleveland, Détroit, Chicago, Milwaukee, Los Angeles, San Francisco, Portland et Seattle. Courant 1951 Flying Tiger acheta pour la première fois des avions directement à un constructeur, 7 DC-6A à livrer en 1953. Fin 1952 les huit C-54 furent retirés de l'Atlantique Nord et affectés au pont aérien ravitaillant les troupes américaines en Corée. À la même époque Flying Tiger se lança dans le transport de passagers, inaugurant des vols charter transcontinentaux à 99 U$.
En 1955 furent commandés 10 Super Constellation, s'ajoutant à une flotte alors composée de 15 C-46, 8 C-54 et 3 DC-6A. En 1961 fut mis en service le Canadair CL-44, suivi des premiers Boeing 707-349C et le 6 mars 1967 fut livré le premier Douglas DC-8-63F.
Le 16 mars 1962 le Vol Flying Tiger Line 739 disparaît sans laisser de traces entre Guam et les Philippines. Le sort de l'appareil reste inconnu. La veille, le 15 mars 1962, un autre appareil de Flying Tiger s'est accidenté, en Alaska.
Le 23 septembre 1962 le vol Flying Tiger 923 fait vingt-huit morts.
Le 14 décembre 1962, le vol Flying Tiger 183 tue huit personnes, dont trois au sol.
Le 24 décembre 1964 le vol Flying Tiger 282 s'écrase au décollage de San Francisco, tuant ses trois navigants.
Le 14 septembre 1969 un Boeing 707 inaugura une nouvelle ligne tout-cargo (Route 163) reliant à travers le Pacifique Los Angeles à Tokyo, Okinawa, Séoul, Taipei, Hong Kong, et Manille.
Le 27 juillet 1970 l'accident du Vol Flying Tiger Line 45 est fatal aux quatre membres d'équipage.
La compagnie a reçu son premier Boeing 747 cargo le 29 août 1973.
Le 1er octobre 1980 The Flying Tiger Line et Seaboard World Airlines fusionnèrent, créant Flying Tigers, le plus grand réseau tout-cargo au monde. En décembre de la même année la division passager de Flying Tiger devenait Metro Airways.
Le 31 juillet 1982 était inaugurée la ligne cargo Miami-São Paulo, le 3 septembre 1983 était ouvert un service régulier sur l'Australie en Boeing 747 et début 1984 furent mis en service les premiers Boeing 727, tandis que les DC-8-63F étaient retirés en application des nouvelles normes de bruit.
Le 19 février 1989 le Vol Flying Tiger Line 66 tue ses quatre membres d'équipage.
Flying Tiger a disparu en 1989, absorbée par Federal Express.

## Avions utilisés
- Budd RB-1 Conestoga : 14 appareils des surplus de l'US Navy. (1945-1947)
- Douglas C-47 : 9 C-47 et 2 C-53 exploités de 1946 à 1951.
- Douglas C-54 : 24 appareils exploités entre 1947 et 1957 (2 perdus sur accident).
- Curtiss C-46 Commando : 40 exemplaires exploités entre 1949 et 1951 (2 perdus sur accident).
- Douglas DC-6 : 9 DC-6A et un DC-6B exploités entre 1953 et 1958.
- Lockheed Super Constellation : 22 L-1049H et un L-1049G exploités entre 1957 et 1967 (8 perdus sur accident).
- Canadair CL-44 : 15 exploités de 1961 à 1969 (2 perdus sur accident).
- Boeing 707 : 4 B.707-349C et 3 appareils loués exploités de 1966 à 1969. Un de ces appareils [N322 Pole Cat] a établi plusieurs records.
- Douglas DC-8 : 52 DC-8 exploités de 1967 à 1989 (1 perdu sur accident).
- Boeing 747-200F : 47 exploités à partir de 1973, dont 4 ex Seaboard.
- Boeing 727 : 38 exploités à partir de 1984.